# Skisprung-Continental-Cup 2024/25
Der Skisprung-Continental-Cup 2024/25 und der Skisprung-Intercontinental-Cup 2024/25 waren vom Weltskiverband FIS ausgetragene Wettkampfserien im Skispringen, die als Unterbau zur Weltcup-Saison 2024/25 fungierten.

## Herren Sommer

### Continental-Cup-Übersicht
| Datum              | Austragungsort | Schanze                  | Sieger             | Zweiter           | Dritter             |
| ------------------ | -------------- | ------------------------ | ------------------ | ----------------- | ------------------- |
| 10. August 2024    | Hinterzarten   | Adler-Skistadion HS109   | Clemens Aigner     | Luca Roth         | Fredrik Villumstad  |
| 11. August 2024    | Hinterzarten   | Adler-Skistadion HS109   | Clemens Aigner     | Luca Roth         | Jonas Schuster      |
| 14. September 2024 | Trondheim      | Granåsen skisenter HS105 | Manuel Fettner     | Daniel Huber      | Markus Eisenbichler |
| 15. September 2023 | Trondheim      | Granåsen skisenter HS105 | Manuel Fettner     | Daniel Huber      | Jonas Schuster      |
| 21. September 2024 | Stams          | Brunnentalschanze HS115  | Clemens Aigner     | Valentin Foubert  | Luca Roth           |
| 22. September 2024 | Stams          | Brunnentalschanze HS115  | Clemens Aigner     | Valentin Foubert  | Jonas Schuster      |
| 28. September 2024 | Klingenthal    | Vogtland Arena HS140     | Fredrik Villumstad | Constantin Schmid | Domen Prevc         |
| 29. September 2024 | Klingenthal    | Vogtland Arena HS140     | Manuel Fettner     | Domen Prevc       | Fredrik Villumstad  |

## Herren Winter

### Continental-Cup-Übersicht
| Datum             | Austragungsort | Schanze                                     | Sieger                                   | Zweiter                                  | Dritter                                  |
| ----------------- | -------------- | ------------------------------------------- | ---------------------------------------- | ---------------------------------------- | ---------------------------------------- |
| 7. Dezember 2024  | Zhangjiakou    | Snow Ruyi National Ski Jumping Centre HS106 | Benjamin Østvold                         | Felix Hoffmann                           | Sølve Jokerud Strand                     |
| 8. Dezember 2024  | Zhangjiakou    | Snow Ruyi National Ski Jumping Centre HS106 | Tomofumi Naitō                           | Jonas Schuster                           | Luca Roth                                |
| 14. Dezember 2024 | Ruka           | Rukatunturi-Schanze HS142                   | Markus Müller                            | Hannes Landerer                          | Felix Hoffmann                           |
| 15. Dezember 2024 | Ruka           | Rukatunturi-Schanze HS142                   | Robin Pedersen                           | Markus Müller                            | Benjamin Østvold                         |
| 27. Dezember 2024 | Engelberg      | Gross-Titlis-Schanze HS142                  | Felix Hoffmann                           | Clemens Aigner                           | Manuel Fettner                           |
| 28. Dezember 2024 | Engelberg      | Gross-Titlis-Schanze HS142                  | Manuel Fettner                           | Clemens Aigner                           | Felix Hoffmann                           |
| 11. Januar 2025   | Klingenthal    | Vogtland Arena HS140                        | Wettkämpfe wegen starken Windes abgesagt | Wettkämpfe wegen starken Windes abgesagt | Wettkämpfe wegen starken Windes abgesagt |
| 12. Januar 2025   | Klingenthal    | Vogtland Arena HS140                        | Wettkämpfe wegen starken Windes abgesagt | Wettkämpfe wegen starken Windes abgesagt | Wettkämpfe wegen starken Windes abgesagt |
| 18. Januar 2025   | Bischofshofen  | Paul-Außerleitner-Schanze HS 140            | Robin Pedersen                           | Adrian Thon Gundersrud                   | Robert Johansson                         |
| 19. Januar 2025   | Bischofshofen  | Paul-Außerleitner-Schanze HS 140            | Robin Pedersen                           | Jonas Schuster                           | Markus Müller                            |
| 25. Januar 2025   | Sapporo        | Ōkurayama-Schanze HS137                     | Robin Pedersen                           | Robert Johansson                         | Fredrik Villumstad                       |
| 26. Januar 2025   | Sapporo        | Ōkurayama-Schanze HS137                     | Robert Johansson                         | Markus Müller                            | Robin Pedersen                           |
| 26. Januar 2025   | Sapporo        | Ōkurayama-Schanze HS137                     | Fredrik Villumstad                       | Yukiya Satō                              | Markus Müller                            |
| 1. Februar 2025   | Lillehammer    | Lysgårdsbakken HS139                        | Manuel Fettner                           | Robert Johansson                         | Maciej Kot                               |
| 2. Februar 2025   | Lillehammer    | Lysgårdsbakken HS139                        | Manuel Fettner                           | Robert Johansson                         | Fredrik Villumstad                       |
| 8. Februar 2025   | Kranj          | Bauhenk HS109                               | Žak Mogel                                | Fredrik Villumstad                       | Manuel Fettner                           |
| 9. Februar 2025   | Kranj          | Bauhenk HS109                               | Maciej Kot                               | Manuel Fettner                           | Fredrik Villumstad                       |
| 21. Februar 2025  | Iron Mountain  | Pine Mountain Jump HS133                    | Robert Johansson                         | Markus Müller                            | Markus Eisenbichler                      |
| 22. Februar 2025  | Iron Mountain  | Pine Mountain Jump HS133                    | Manuel Fettner                           | Markus Eisenbichler                      | Žak Mogel                                |
| 22. Februar 2025  | Iron Mountain  | Pine Mountain Jump HS133                    | Robert Johansson                         | Manuel Fettner                           | Markus Eisenbichler                      |
| 23. Februar 2025  | Iron Mountain  | Pine Mountain Jump HS133                    | Markus Eisenbichler                      | Markus Müller                            | Robert Johansson                         |
| 15. März 2025     | Lahti          | Salpausselkä-Schanzen HS130                 | Kasperi Valto                            | Markus Müller                            | Jonas Schuster                           |
| 16. März 2025     | Lahti          | Salpausselkä-Schanzen HS130                 | Markus Müller                            | Piotr Żyła                               | Žiga Jelar                               |
| 22. März 2025     | Zakopane       | Wielka Krokiew HS140                        | Markus Eisenbichler                      | Žiga Jančar                              | Rok Oblak                                |
| 23. März 2025     | Zakopane       | Wielka Krokiew HS140                        | Markus Müller                            | Markus Eisenbichler                      | Rok Oblak                                |

## Damen Sommer

### Intercontinental-Cup-Übersicht
| Datum              | Austragungsort | Schanze                   | Sieger                     | Zweiter                    | Dritter              |
| ------------------ | -------------- | ------------------------- | -------------------------- | -------------------------- | -------------------- |
| 10. August 2024    | Hinterzarten   | Adler-Skistadion HS109    | Selina Freitag             | Tina Erzar                 | Juliane Seyfarth     |
| 11. August 2024    | Hinterzarten   | Adler-Skistadion HS109    | Katharina Schmid           | Selina Freitag             | Karolína Indráčková  |
| 14. September 2024 | Trondheim      | Granåsen skisenter HS102  | Katharina Schmid           | Anna Odine Strøm           | Thea Minyan Bjørseth |
| 15. September 2024 | Trondheim      | Granåsen skisenter HS102  | Katharina Schmid           | Eirin Maria Kvandal        | Anna Odine Strøm     |
| 21. September 2024 | Stams          | Brunnentalschanze HS115   | Josephine Pagnier          | Agnes Reisch               | Meghann Wadsak       |
| 22. September 2024 | Stams          | Brunnentalschanze HS115   | Josephine Pagnier          | Agnes Reisch               | Meghann Wadsak       |
| 28. September 2024 | Einsiedeln     | Schanzen Einsiedeln HS117 | Maja Kovačič               | Sina Arnet                 | Meghann Wadsak       |
| 29. September 2024 | Einsiedeln     | Schanzen Einsiedeln HS117 | Sina Arnet                 | Maja Kovačič               | Lara Logar           |
| 5. Oktober 2024    | Otepää         | Tehvandi-Schanze HS100    | Heta Hirvonen              | Ingvild Synnøve Midtskogen | Martina Ambrosi      |
| 6. Oktober 2024    | Otepää         | Tehvandi-Schanze HS100    | Ingvild Synnøve Midtskogen | Martina Ambrosi            | Heta Hirvonen        |

### Wertung
| Rang | Name                       | Punkte |
| ---- | -------------------------- | ------ |
| 01.  | Katharina Schmid           | 300    |
| 02.  | Sina Arnet                 | 286    |
| 03.  | Meghann Wadsak             | 277    |
| 04.  | Maja Kovačič               | 251    |
| 05.  | Joséphine Pagnier          | 250    |
| 06.  | Selina Freitag             | 248    |
| 07.  | Agnes Reisch               | 221    |
| 08.  | Karolína Indráčková        | 204    |
| 09.  | Ingvild Synnøve Midtskogen | 196    |
| 10.  | Juliane Seyfarth           | 181    |
| 11.  | Martina Ambrosi            | 180    |
| 12.  | Heta Hirvonen              | 160    |
| 13.  | Lara Logar                 | 152    |
| 14.  | Tina Erzar                 | 148    |
| 15.  | Alvine Holz                | 143    |
| 16.  | Taja Sitar                 | 140    |
|      | Anna Odine Strøm           | 140    |
| 18.  | Eirin Maria Kvandal        | 125    |
| 19.  | Anna Hollandt              | 116    |
| 20.  | Emely Torazza              | 112    |
| 21.  | Julina Kreibich            | 110    |
|      | Thea Minyan Bjørseth       | 110    |
| 23.  | Maike Tyralla              | 109    |
| 24.  | Rea Kindlimann             | 106    |
| 25.  | Klára Ulrichová            | 101    |
| 26.  | Schanna Hluchowa           | 100    |
| 27.  | Kim Amy Duschek            | 097    |

| Rang | Name                   | Punkte |
| ---- | ---------------------- | ------ |
| 28.  | Oosa Thure             | 095    |
| 29.  | Tinkara Komar          | 093    |
| 30.  | Martina Zanitzer       | 092    |
| 31.  | Sofia Mattila          | 090    |
| 32.  | Samantha Macuga        | 085    |
| 33.  | Anežka Indráčková      | 080    |
|      | Jenny Rautionaho       | 080    |
| 35.  | Jerica Jesenko         | 074    |
| 36.  | Kira Maria Kapustikova | 072    |
|      | Hannah Wiegele         | 072    |
| 38.  | Nora Midtsundstad      | 071    |
| 39.  | Kjersti Græsli         | 068    |
| 40.  | Alexandria Loutitt     | 065    |
| 41.  | Marie Thomas Couturaud | 063    |
| 42.  | Pia Lilian Kübler      | 058    |
|      | Vanessa Moharitsch     | 058    |
|      | Ingrid Græsli          | 058    |
| 45.  | Anna-Fay Scharfenberg  | 055    |
| 46.  | Yutong Pang            | 053    |
| 47.  | Emilia Vidgren         | 052    |
| 48.  | Noelia Vürich          | 050    |
| 49.  | Nika Prevc             | 044    |
|      | Gyda Westvold Hansen   | 044    |
| 51.  | Annika Sieff           | 042    |
|      | Ema Klinec             | 042    |
|      | Estella Hassrick       | 042    |
|      | Julia Aikia            | 042    |

| Rang | Name                  | Punkte |
| ---- | --------------------- | ------ |
| 55.  | Yangning Weng         | 040    |
|      | Simone Buff           | 040    |
| 57.  | Veronika Jenčová      | 039    |
| 58.  | Ziva Andrić           | 038    |
|      | Alyona Sviridenko     | 038    |
| 60.  | Asia Marcato          | 036    |
| 61.  | Tetjana Pylyptschuk   | 034    |
| 62.  | Aelita Krasiļščikova  | 030    |
| 63.  | Viktoriya Ruleva      | 029    |
| 64.  | Luise Tritscher       | 028    |
|      | Sandra Sproch         | 028    |
| 66.  | Heidi Dyhre Traaserud | 027    |
|      | Vilma Meis            | 027    |
| 68.  | Taja Košir            | 026    |
|      | Urša Vidmar           | 026    |
| 70.  | Sarah Pokorny         | 025    |
|      | Daryna Ilchuk         | 025    |
| 72.  | Pola Bełtowska        | 024    |
| 73.  | Celina Wasser         | 021    |
| 74.  | Silje Opseth          | 020    |
| 75.  | Nicole Maurer         | 017    |
| 76.  | Anna Twardosz         | 015    |
|      | Elisa Deubler         | 015    |
| 78.  | Nagomi Nakayama       | 011    |
| 79.  | Taja Bodlaj           | 0007   |
| 80.  | Emma Chervet          | 0001   |

## Damen Winter

### Intercontinental-Cup-Übersicht
| Datum             | Austragungsort | Schanze                                     | Sieger           | Zweiter               | Dritter               |
| ----------------- | -------------- | ------------------------------------------- | ---------------- | --------------------- | --------------------- |
| 7. Dezember 2024  | Zhangjiakou    | Snow Ruyi National Ski Jumping Centre HS106 | Katharina Schmid | Liu Qi                | Anna Hollandt         |
| 8. Dezember 2024  | Zhangjiakou    | Snow Ruyi National Ski Jumping Centre HS106 | Katharina Schmid | Selina Freitag        | Juliane Seyfarth      |
| 13. Dezember 2024 | Notodden       | Tveitanbakken HS98                          | Silje Opseth     | Heidi Dyhre Traaserud | Meghann Wadsak        |
| 14. Dezember 2024 | Notodden       | Tveitanbakken HS98                          | Anna Twardosz    | Silje Opseth          | Heidi Dyhre Traaserud |
| 4. Januar 2025    | Falun          | Lugnet-Schanzen HS100                       | Emely Torazza    | Sina Arnet            | Pia Lilian Kübler     |
| 5. Januar 2025    | Falun          | Lugnet-Schanzen HS100                       | Emely Torazza    | Kim Amy Duschek       | Sina Arnet            |
| 17. Januar 2025   | Bischofshofen  | Paul-Außerleitner-Schanze HS142             | Emely Torazza    | Kim Amy Duschek       | Chiara Kreuzer        |
| 18. Januar 2025   | Bischofshofen  | Paul-Außerleitner-Schanze HS142             | Emely Torazza    | Tina Erzar            | Chiara Kreuzer        |
| 8. Februar 2025   | Eisenerz 1     | Erzbergschanzen HS109                       | Emely Torazza    | Alvine Holz           | Chiara Kreuzer        |
| 9. Februar 2025   | Eisenerz 1     | Erzbergschanzen HS109                       | Emely Torazza    | Luisa Görlich         | Maike Tyralla         |
| 1. März 2025      | Oberhof        | Schanzenanlage im Kanzlersgrund HS100       | Alvine Holz      | Hannah Wiegele        | Tinkara Komar         |
| 2. März 2025      | Oberhof        | Schanzenanlage im Kanzlersgrund HS100       | Alvine Holz      | Julina Kreibich       | Hannah Wiegele        |
| 14. März 2025     | Lahti          | Salpausselkä-Schanze HS130                  | Emely Torazza    | Tina Erzar            | Chiara Kreuzer        |
| 15. März 2025     | Lahti          | Salpausselkä-Schanze HS130                  | Emely Torazza    | Yūka Setō             | Yuzuki Satō           |

### Wertung
| Rang | Name                  | Punkte |
| ---- | --------------------- | ------ |
| 001. | Emely Torazza         | 847    |
| 002. | Chiara Kreuzer        | 475    |
| 003. | Alvine Holz           | 366    |
| 004. | Hannah Wiegele        | 348    |
| 005. | Kim Amy Duschek       | 319    |
| 006. | Sina Arnet            | 297    |
| 007. | Tina Erzar            | 260    |
| 008. | Pia Lilian Kübler     | 233    |
| 009. | Tinkara Komar         | 229    |
| 010. | Jessica Malsiner      | 228    |
| 011. | Katharina Schmid      | 200    |
| 012. | Meghann Wadsak        | 199    |
| 013. | Julina Kreibich       | 193    |
| 014. | Silje Opseth          | 180    |
| 015. | Jerica Jesenko        | 179    |
| 016. | Anna Hollandt         | 178    |
|      | Rea Kindlimann        | 178    |
| 018. | Lucija Jurgeč         | 176    |
| 019. | Kjersti Græsli        | 175    |
| 020. | Lia Böhme             | 167    |
| 021. | Maike Tyralla         | 165    |
| 022. | Anna Twardosz         | 150    |
| 023. | Qi Liu                | 146    |
| 024. | Karolína Indráčková   | 144    |
| 025. | Ziva Andrić           | 143    |
| 26.  | Heidi Dyhre Traaserud | 140    |
| 027. | Bing Dong             | 139    |
| 028. | Anna-Fay Scharfenberg | 133    |
| 029. | Josie Johnson         | 129    |
| 030. | Sarah Pokorny         | 120    |
| 031. | Martina Zanitzer      | 118    |
| 032. | Martina Ambrosi       | 115    |
| 033. | Mia Ingolič           | 112    |
| 034. | Luisa Görlich         | 109    |
| 035. | Ajda Košnjek          | 107    |
| 036. | Juliane Seyfarth      | 105    |
| 037. | Nora Midtsundstad     | 097    |
| 038. | Heta Hirvonen         | 086    |

| Rang | Name                   | Punkte |
| ---- | ---------------------- | ------ |
| 039. | Oosa Thure             | 084    |
| 040. | Schanna Hluchowa       | 082    |
| 041. | Selina Freitag         | 080    |
|      | Yūka Setō              | 080    |
|      | Taja Sitar             | 080    |
| 044. | Noelia Vürich          | 076    |
| 045. | Sofia Mattila          | 075    |
| 046. | Simone Buff            | 072    |
| 047. | Yangning Weng          | 070    |
| 048. | Megi Lou Schmidt       | 068    |
|      | Katra Komar            | 068    |
| 050. | Daniela Haralambie     | 065    |
| 051. | Caroline Rochas        | 062    |
| 052. | Yuzuki Satō            | 060    |
|      | Taja Košir             | 060    |
| 054. | Emilia Vidgren         | 058    |
|      | Vanessa Moharitsch     | 058    |
| 056. | Maja Kovačič           | 054    |
|      | Marie Thomas Couturaud | 054    |
| 058. | Taja Bodlaj            | 050    |
|      | Mathilde Aarva Selbekk | 050    |
| 060. | Estella Hassrick       | 048    |
| 061. | Shiyu Zhou             | 044    |
|      | Sophie Kothbauer       | 044    |
| 063. | Kira Maria Kapustikova | 041    |
| 064. | Riko Iwasaki           | 040    |
| 065. | Anna Deufel            | 038    |
| 066. | Lara Logar             | 035    |
|      | Yutong Pang            | 035    |
| 068. | Ingrid Græsli          | 033    |
| 069. | Kikka Sakamoto         | 032    |
| 070. | Natalia Słowik         | 031    |
| 071. | Pola Bełtowska         | 030    |
| 072. | Qingyue Peng           | 029    |
|      | Tetjana Pylyptschuk    | 029    |
| 074. | Wanqiu Shi             | 028    |
|      | Mathilde Bacconnier    | 028    |
| 076. | Liangyao Wang          | 027    |

| Rang | Name                 | Punkte |
| ---- | -------------------- | ------ |
| 077. | Nina Kontrec         | 026    |
|      | Sandra Sproch        | 026    |
| 079. | Weronika Schischkina | 024    |
| 080. | Nicole Konderla      | 023    |
|      | Tamara Mesíková      | 023    |
| 082. | Anja Imhof           | 022    |
|      | Ping Zeng            | 022    |
|      | Luise Tritscher      | 022    |
| 085. | Delia Anamaria Folea | 021    |
| 086. | Sina Kiechle         | 020    |
| 087. | Alyona Sviridenko    | 018    |
| 088. | Aelita Krasiļščikova | 017    |
| 089. | Jiahong Tang         | 015    |
| 090. | Ioana Enea           | 013    |
| 091. | Pia Stütz            | 011    |
|      | Julia Aikia          | 011    |
| 093. | Magdalena Dobler     | 010    |
| 094. | Kohaku Hinomori      | 009    |
|      | Frida Berger         | 009    |
|      | Jenny Forsberg       | 009    |
| 097. | Mariana Onufrak      | 006    |
| 098. | Yu Saito             | 005    |
|      | Anastassiya Gorunova | 005    |
| 100. | Alissa Sedova        | 003    |
|      | Daryna Ilchuk        | 003    |
|      | Alissa Mitu-Cosca    | 003    |
| 103. | Hinata Sato          | 002    |
|      | Hana Sakurai         | 002    |
|      | Viktoriya Ruleva     | 002    |
| 106. | Larisa Avram         | 001    |
|      | Meiqi Zhao           | 001    |
|      | Asia Marcato         | 001    |